# Lagarolampis amazonica
Lagarolampis amazonica är en insektsart som beskrevs av Marius Descamps 1978. Lagarolampis amazonica ingår i släktet Lagarolampis och familjen Romaleidae. Inga underarter finns listade i Catalogue of Life.